# Signe Schaar
Signe Hylleberg Schaar (født 26. september 2001) er en kvindelig dansk håndboldspiller, der spiller for Holstebro Håndbold i 1. division.¨